# Кудат (область)
Кудат (малайск. Kudat) — одна из областей в составе малайзийского штата Сабах на острове Калимантан.

## География
Область расположена в северной части штата, и занимает 4 623 км², что составляет 6,3 % территории штата.

## Население
Согласно данным малайзийского департамента статистики, в 2006 году в области Кудат проживало 189 500 человек, что составляло примерно 6 % населения штата Сабах.

## Административное деление

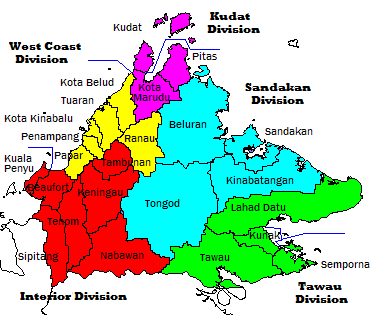
Округа Сабаха. Область Кудат выделена сиреневым цветом

Область Кудат делится на три округа:
- Кота-Маруду
- Кудат
- Питас

## Транспорт
Основные порт и аэродром находятся в городе Кудат.